# Radostín (Žďár nad Sázavou)
Radostín és un poble del districte de Žďár nad Sázavou a la regió de Vysočina, República Txeca, amb una població a principi de l'any 2018 de 153 habitants.
Es troba al nord-est de la regió, prop del naixement del riu Sázava —un afluent dret del Vltava— i de la frontera amb les regions de Moràvia Meridional i Pardubice.